# Discothyrea damato
Discothyrea athene (лат.) — вид мелких муравьёв рода Discothyrea из подсемейства Proceratiinae (Formicidae). 

## Этимология
Название вида дано в честь Anthony D’amato и его семьи, за их вклад в охрану природы и исследование биоразнообразия.

## Распространение
Африка: Кения, Руанда, Уганда.

## Описание
Мелкого размера муравьи желтовато-коричневатого цвета с загнутым вниз и вперёд кончиком брюшком; длина рабочих около 3 мм. От близких видов отличается следующими признаками: жевательный край жвал беззубый; лобная пластинка с заметным крупным эллиптическим базальным отверстием; переднебоковой угол щеки не зубчатый или зубчатый; глаза или отсутствуют или мелкие (OI 0–4); при виде сверху мезосома заметно толстая, крепкая и приземистая; в профиль мезосома не очень выпуклая, а проподеум от угловатого до зубчатого; мезотибия без апиковентральной шпоры; четвертый абдоминальный  тергит AT4 примерно в 1,2 раза длиннее, чем третий AT3; третий стернит брюшка без выступающей доли; передний край наличника без заметного ряда длинных прямых щетинок; дорсальные поверхности мезосомы, петиолдя и брюшка без отстоящей волосистости. Длина головы рабочих (HL) 0,45 — 0,53 мм, ширина головы (HW) 0,37 — 0,45 мм. Усики рабочих 8-11-члениковые с сильно увеличенным вершинным члеником. Голова округло-овальная, глаза мелкие и расположены в передне-боковой части головы. Охотятся на яйца пауков и других членистоногих. Стебелёк между грудкой и брюшком состоит из одного узловидного членика (петиоль).

## Систематика
Вид был впервые описан в 2019 году американским мирмекологом Франциско Хита-Гарсиа (California Academy of Sciences, Сан-Франциско, США) и его коллегами по типовым материалам из Африки. Таксон включён в видовой комплекс Discothyrea traegaordhi. Вместе с 50 другими видами образует род Discothyrea, включаемый в подсемейство Proceratiinae.